# كين بوكانان
كين بوكانان (بالإنجليزية: Ken Buchanan)‏ مواليد 28 يونيو 1945 في إدنبرة، اسكتلندا، المملكة المتحدة، هو ملاكم اسكتلندي سابق صنّف ضمن فئة الوزن الخفيف. حقق بطولة رابطة الملاكمة العالمية وبطولة المجلس العالمي للملاكمة.

## إحصائيات
خاض خلال مسيرته 69 نزالا، فاز في 61 وتعادل في 0 وخسر في 8. فاز بالضربة القاضية في 27 نزالا.

## روابط خارجية
- كين بوكانان على موقع بوكس ريك (الإنجليزية) (registration required)
- كين بوكانان قاعة قاعة إسكتلندا للمشاهير الرياضية (الإنجليزية)